# Сенсориты
Сенсориты (англ. The Sensorites) — седьмая серия британского научно-фантастического телесериала «Доктор Кто», состоящая из шести эпизодов, которые были показаны в период с 20 июня по 1 августа 1964 года.

## Синопсис
Доктор должен спасти космический корабль от сенсоритов, однако всё меняется, когда он узнаёт причину, по которой произошло нападение.

## Сюжет

### Эпизод 1. Незнакомцы в пространстве
После переговоров герои наконец решаются выйти из ТАРДИС. Доктор со спутниками оказываются внутри космического корабля. За панелями управления видят бездыханные тела мужчины и женщины. Решив, что люди мертвы, Доктор просит Сьюзен открывать ТАРДИС, но «мертвец» начинает шевелиться. С помощью реаниматора сердца они приводят пилотов в сознание. Их имена Мэйтланд и Кэрол. Оказывается, они были в глубоком сне. Герои узнают о инопланетной расе — сенсоритах, которые в состоянии управлять разумом и имеют способности к телепатии. Это сенсориты держат корабль, но при этом не убивают пилотов. Во время разговора кто-то украл замок у ТАРДИС, что привело к блокировке двери. Корабль начинает трясти, но вмешательство Доктора спасает ситуацию. Становится известно о третьем члене экипажа — Джоне, с которым помолвлена Кэрол. Барбара со Сьюзен отправляются на поиски воды в соседнее помещение. Джон, чьё сознание захвачено сенсоритами, блокирует дверь. Сьюзен и Барбаре пришлось скрываться о него. Остальная группа начала неизвестным устройством, напоминающим лазерный резак, открывать дверь, но им помешала атака сенсоритов. Джон завёл девушек в тупик, но смог перебороть контроль и не тронул Сьюзен и Барбару. Когда всё успокоилось, в окне появляется сенсорит.

### Эпизод 2. Воины против воли
Два сенсорита проникают на борт через загрузочный отсек. Они пытаются снова захватить разум Джона. Сьюзен с Барбарой начинают мысленно повторять: «Мы вас победим». Таким образом они начинают телепатически воздействовать на сенсоритов и им приходится отступить. Мэйтланд открывает дверь, но Джон уже потерял сознание. Герои догадывается, что плен сенсоритов связан с неким открытием Джона. Доктор пытается выяснить что открыл Джон. Открытие Джона — молибден. Сенсосфера набита им, что и хотели скрыть сенсориты. Очередное нападение сенсоритов, на поиски пришельцев отправились Ян и Барбара, они нашли их. Барбара убегает за помощью, а Ян, вооруженный молотком, медленно отступает. Барбара просит о помощи Джона, в этот момент приходит Ян с сенсоритами. Джон закрывает дверь. Хотя это не остановило инопланетян, они открыли дверь и стали просить о переговорах. После предыдущего появления людей на Сенсосфере они больше не верят людям, поэтому они хотят, чтобы герои остались с ними навсегда и не передали информацию о молибдене другим людям. Доктор в ответ требует вернуть замок от ТАРДИС, но, не договорившись, сенсориты уходят. Доктор узнал их слабость — они не видят в темноте из-за особенностей глаз. Телепатией сенсориты предлагают Сьюзен уйти с ними вместо остальных людей. Сьюзен соглашается.

### Эпизод 3. Скрытая опасность
Доктор, Ян и Барбара останавливают сенсоритов. Доктор приказывает Сьюзен никуда не идти. Сьюзен сначала противилась, после примиряется с волей деда. Доктор потребовал замок, а Ян заставил их выполнять условия, выключив свет, сенсориты начинают связываться с Сенсосферой. Джон забывает Кэрол. Между сторонами заключён договор. После первого прибытия людей сенсориты начинают умирать. По договору Доктор излечит их, а они лечат Джона. В качестве гарантии на корабле остаются Барбара и Мэйтланд. После происходит сцена разговора между тремя главными сенсоритами — первым и вторым старейшиной и городским управляющим. Сенсориты очень похожи, и различают их в основном лишь по специальным лентам, только старейшина может узнать старейшину без ленты. Второй старейшина против повторного прилёта людей, но первый старейшина уже сказал своё слово. Городской управляющий признался второму старейшине, что установил расщепитель и при подозрительном действии люди будут уничтожены; второй старейшина разрешает такие меры предосторожности, хотя они без разрешения. Сам городской управляющий решает без ведома второго старейшины уничтожить их сразу. Герои узнают о разделении сенсористского общества на касты. Джон повторяет о приближении плохих. Городской управляющий вставил ключ в расщепитель. Джона с Кэрол уводят в комнату для лечения, перед уходом он называет первого старейшину хорошим. Когда городской управляющий готовится убить героев, вмешивается второй старейшина, который принимает сторону первого старейшины и тоже начинает верить в честность Доктора и его спутников. Второй старейшина забрал ключ для запуска расщепителя. Оказалось, что даже воду пьют сенсориты разную — старейшины из родника, а остальные из акведуков. Гостям налили воду из акведуков, первый старейшина потребовал поменять воду, но Яна замучила жажда и он отпил из кружки с водой из акведука. Во время разговоров о болезни старший старейшина говорит, что старейшины не заболевают. Ян начинает кашлять, а после падает на пол.

### Эпизод 4. Борьба со смертью
Первый старейшина констатировал, что Ян умирает. Доктор понимает — всему виной вода из акведука. А также Доктор по симптомам понимает, что это больше похоже на яд, нежели на болезнь. Доктор договаривается с первым старейшиной о совместной работе с учёными. После Доктор даёт Яну соль с водой. Ему полегчало. Городской управляющий настаивает на том, чтобы Джона убили вместо лечения, к счастью, вмешивается второй старейшина и не даёт реализовать его план, когда старейшина уходит, просыпается Джон. Он сразу раскусил замысел городского управляющего, но помешать не смог, потеряв сознание. Входит Кэрол, которая пробалтывается, что сенсориты очень похожи и что люди их различают только по отличительным знакам, что наталкивает городского управляющего на идею. Доктор случайно узнаёт, что сенсоритам громкий звук приносит боль. В лаборатории Доктор доказывает свою теорию об отравленной воде и выводит формулу противоядия. Городской управляющий берёт в плен второго старейшину и, угрожая расправой над его семьёй, требует повиновения; после городской управляющий отбирает ленту второго старейшины. Доктор отправляет противоядие Яну, но оно оказывается перехваченным переодетым городским управляющим. Он хочет доказать, что отравление Яна — притворство и что если Ян не получит противоядие, он не умрёт. Доктор отправляется в акведук несмотря на то, что там темно и, по словам сенсорита, там чудовище. Такие выводы сенсориты сделали по звукам из акведука. Сьюзен сама сходила за противоядием, чем и спасла Яна. Ян и Сьюзен, узнав, куда ушёл Доктор, отправились за ним. Доктор, найдя сон-траву, понимает, как отравили воду. Потом Доктор услышал звуки чудовища.

### Эпизод 5. Похищение
Ян и Сьюзен услышали крики Доктора, побежали на звук и нашли его без сознания. Доктору порвали куртку. Когда Доктор пришёл в себя, он узнал, что до Яна противоядие не дошло. Таким образом, у них два врага, первый — чудовище, которое травит воду, второй — неизвестный сенсорит. Джон вылечился, но он не может вспомнить, кто был тем предателем, про которого он говорил до выздоровления. Всё, что помнит Джон — у предателя был знак отличия. Городской управляющий угрозами заставляет второго старейшину попросить первого вернуть ключ от расщепителя. Первый старейшина презентует Доктору мантию вместо куртки. Второй старейшина отказывается отдать городскому управляющему ключ от расщепителя. Завязывается драка. В итоге второй старейшина погибает, а ключ оказывается сломанным. Городской управляющий с посредником приходит к первому старейшине. Посредник заявляет, что Доктор достал из кармана некий предмет и убил второго старейшину. В оправдание Доктор сказал, что куртка осталась в акведуке. Посредник, ссылаясь на ошибку, сказал, что он достал предмет из мантии. Тут вмешался первый старейшина, заявив, что мантия презентована им только что, посредника уличили во лжи и приказали посадить в тюрьму. На выборах нового второго старейшины Доктор со спутниками зарекомендовали городского управляющего. Городской управляющий становится вторым старейшиной. Вскоре с помощью Сьюзен Джон вспоминает, что предателем был городской управляющий, который теперь второй старейшина. Герои сами повысили в звании своего врага. Второй старейшина освобождает своего последователя и просит его вывести из строя оружие и изменить карту акведука. Доктор и Ян договариваются с первым старейшиной, что на Сенсосферу будет доставлена Барбара, Доктор с Яном спустятся в акведук, чтобы Сьюзен не грозила опасность, ей ничего не скажут. Ян и Доктор отправляются в акведук с неисправным оружием и неправильной картой. Сьюзен, Джон и Кэрол не знают о планах Доктора. Кэрол идет к первому старейшине, чтобы позвать Доктора и Яна, но её кто-то берёт в плен.

### Эпизод 6. Отчаянное предприятие
Второй старейшина с посредником заставляют Кэрол написать, что она отправилась на корабль. Вскоре письмо приходит к Сьюзен и Джону. Барбара, которая уже прибыла на Сенсосферу, опровергла содержимое письма, ведь она сама только что с корабля и Кэрол туда не поднималась. Они понимают, что её заставили написать письмо. После первый старейшина тоже узнаёт, что в их рядах есть предатель-сенсорит. Второй старейшина уходит, оставляя посредника охранять пленённую Кэрол. От первого старейшины герои узнают о комнате с расщепителем, которой никто не пользуется. Джон заходит в эту комнату и побеждает посредника, спасая Кэрол. На допросе посредник признался, что оружие и карта Яна и Доктора бесполезны, но второго старейшину посредник не выдаёт. Доктор с Яном обнаруживают неисправность оружия и карты, но поздно — они уже в акведуке. Ян вступает в схватку с неким чудовищем. Чудовище убежало, а Ян оторвал у него нашивку с космокорабля, становится ясно, что чудовище — выживший после кораблекрушения человек. Нужно выяснить, зачем он травит воду. Доктор и Ян продолжают искать его. Барбара с Джоном решают спуститься в акведук, чтобы спасти Доктора. Сьюзен остаётся, чтобы направлять её с помощью телепатии. Доктор отмечает трубы, чтобы не потеряться. Доктора с Яном берут в плен люди из акведука. Они травили сенсоритов, потому что боятся, что если выйдут, сенсориты услышат их разум. Доктора и Яна ведут к вожаку. Барбара с Джоном спустились в акведук, где нашли карту и пометки Доктора. Доктор с Яном, а позже и Барбара с Джоном находят лагерь повстанцев. Они начинают врать, что война завершилась победой людей, и пробуют вытащить «победителей» на поверхность. Когда люди вышли войти обратно, им помешали сенсориты. Повстанцев увели. Мэйтланд и его команда соглашаются вернуть повстанцев на землю. Карта послужила доказательством вины второго старейшины. Второй старейшина получил ссылку. Замок от ТАРДИС сенсориты вернули обратно. Джон, Кэрол и Мэйтланд возвращаются на Землю. Доктор, Сьюзен, Барбара и Ян продолжают своё путешествие.

## Трансляции и отзывы
| Эпизод                   | Дата показа    | Продолжительность | Телезрители (в миллионах) | Archive  |
| ------------------------ | -------------- | ----------------- | ------------------------- | -------- |
| «Незнакомцы в космосе»   | 20 июня 1964   | 24:46             | 7,9                       | 16mm t/r |
| «Воины против воли»      | 27 июня 1964   | 24:44             | 6,9                       | 16mm t/r |
| «Скрытая опасность»      | 11 июля 1964   | 24:53             | 7,4                       | 16mm t/r |
| «Наперегонки со смертью» | 18 июля 1964   | 24:49             | 5,5                       | 16mm t/r |
| «Похищение»              | 25 июля 1964   | 25:47             | 6,9                       | 16mm t/r |
| «Отчаянное предприятие»  | 1 августа 1964 | 24:29             | 6,9                       | 16mm t/r |
| [ 1 ] [ 2 ] [ 3 ]        |                |                   |                           |          |